# Jung Yun-ho
Jung Yun-ho (Hán-Việt: Trịnh Duẫn Hạo; sinh ngày 6 tháng 2 năm 1986) thường được biết đến với nghệ danh U-Know Yunho hay ngắn gọn hơn là U-Know hoặc là Yunho, là một ca sĩ kiêm nhạc sĩ, diễn viên, người mẫu, rapper và vũ công người Hàn Quốc. Anh ra mắt với tư cách là trưởng nhóm của nhóm nhạc DBSK vào năm 2003 do SM Entertainment thành lập và quản lý.

## Tiểu sử
Jung Yun-ho sinh ra và lớn lên tại thành phố Gwangju, Hàn Quốc. Mặc dù từng có ước mơ trở thành một công tố viên, nhưng đến khi học trung học, Yunho đã cùng với một vài người bạn trong lớp thành lập ra nhóm nhảy A+ và họ đã bắt đầu đi biểu diễn tại một vài cuộc thi nhảy trên cả nước. Kể từ đó, anh ấy bắt đầu nuôi ước mơ trở thành một ca sĩ, nhạc sĩ và vũ công.
Yunho có một tuổi thơ khá êm đềm cho đến năm anh ấy 11 tuổi thì gia đình anh ấy gặp khó khăn về tài chính trong cuộc Khủng hoảng tài chính châu Á 1997; và lúc ấy, vì hoàn cảnh gia đình quá khó khăn nên gia đình Yunho đã phản đối ước mơ trở thành ca sĩ của anh ấy.  Yunho sau đó đã cố gắng thuyết phục họ ủng hộ ước mơ của mình. Trong thời gian làm thực tập sinh tại SM Entertainment, Yunho thường phải ngủ qua đêm ở trong những trạm ga xe lửa, lại còn phải dùng những giấy báo cũ để làm chăn giữ ấm và nệm. Hơn hết, anh ấy đã phải đi làm thêm giờ để kiếm tiền phụ giúp gia đình, cũng như phải làm rất nhiều công việc vất vả khác khi lên Seoul để vừa đi học vừa đi làm.
Nghệ danh U-Know Yunho của Yunho có thể được hiểu là "You knows Yunho" (bạn đã biết Yunho). Theo như anh ấy mô tả thì nghệ danh ấy thể hiện sự yêu mến, tin yêu mà fan hâm mộ đã dành cho anh ấy trong suốt thời gian làm trưởng nhóm của nhóm nhạc TVXQ huyền thoại.
Ban đầu, Jung Yun-ho được tuyển thẳng vào trường Đại học Kyunghee nhờ vào thành tích học tập xuất sắc từ thời học cấp 3 cũng như theo nguyện vọng của gia đình, nhưng anh chàng đã chọn theo học tại trường Đại học Myongji và tốt nghiệp vào năm 2011. Sau đó Yunho tiếp tục nhận được tấm bằng thạc sĩ từ trường Đại học Chungwoon.

## Sự nghiệp

### Âm nhạc
Năm 2001, Yunho gia nhập SM Entertainment sau khi đoạt giải nhất trong một cuộc thi nhảy cấp thành phố được tổ chức tại chính quê hương của anh ấy. Trước khi debut cùng với nhóm TVXQ vào năm 2003, Yunho đã từng được xếp vào cùng một nhóm hát với Jaejoong, Heechul và Kangin, nhóm hát này có tên là Four Seasons nhưng kế hoạch ghép nhóm đã không thành. Anh ấy cũng đã từng xuất hiện trong MV "Diamond" của nữ ca sĩ Dana trong vai trò là vũ công và rapper.
Ngoài vai trò ca sĩ, Yunho còn có khả năng sáng tác ca khúc và viết rap. Yunho hát đơn tiếng Nhật bài "Crazy Life" trong đĩa đơn "Close to you / Crazy Life", thuộc series TRICK của nhóm; sáng tác và viết lời "Checkmate"; viết lời, soạn nhạc và trình bày "Spokesman" cùng Donghae (Super Junior) trong tour diễn châu Á lần 2 - "O". Anh còn viết lời rap cho "Love After love" (nằm trong album Rising Sun của nhóm) cùng Yoochun và Junsu; viết lời rap cho "Wrong Number" và "Love Bye love" (nằm trong album Mirotic). Trong album Spellbound, Yunho cũng đã solo bài "November with love", bài hát mà anh đã cùng hợp tác sáng tác với nhóm Real Guys. Mới đây, anh đã cùng với Changmin sáng tác và trình bày ca khúc tiếng Nhật là Lime & Lemon. 
Vào ngày 12 tháng 6 năm 2019, Jung Yun-ho chính thức debut với tư cách là một nghệ sĩ solo với album đầu tay True Colors.
Ngày 18 tháng 1 năm 2021, anh comeback solo với album Noir.
Ngày 7 tháng 8 năm 2023, anh chính thức quay trở lại sự nghiệp âm nhạc với mini album Reality Show.
Jung Yun-ho tuy không phải là một nghệ sĩ có giọng ca quá xuất sắc trong nhóm nói riêng và showbiz Hàn Quốc nói chung nhưng anh ấy lại là một vũ công có khả năng vũ đạo tuyệt vời bậc nhất từ trước đến nay.
Tháng 3 năm 2010, Jung Yun-ho trở thành nghệ sĩ châu Á đầu tiên biểu diễn một buổi hòa nhạc riêng để tưởng niệm ông vua nhạc pop Michael Jackson và anh ấy đã biểu diễn rất thành công.
Vào ngày 8/7/2023, anh đã cùng với Changmin tham dự sự kiện âm nhạc quốc tế Tencent Music Entertainment Awards (TMEA) được tổ chức ở Macau, Trung Quốc.
Vào ngày 25/8/2023, Yunho đã có tên trong danh sách những nghệ sĩ biểu diễn trong sự kiện âm nhạc 2023 Incheon Airport Sky Festival K-pop, sự kiện diễn ra vào ngày 16/9 tại Incheon.
Vào ngày 26/12/2023, Yunho đã cùng với Changmin đánh dấu kỷ niệm 20 năm hoạt động bên nhau dưới trướng nhóm nhạc DBSK bằng mini album mới - 20&2. Ca khúc chủ đề của album này là Rebel đã được ra mắt không lâu sau đó. Được biết trước đó họ cũng đã trình làng một ca khúc mới là Down, tuy nhiên ca khúc này không nằm trong album 20&2.

### Diễn xuất
Ngoài lĩnh vực ca nhạc, Yunho còn dấn thân vào lĩnh vực diễn xuất. Năm 2005-2006, anh cùng các thành viên của TVXQ tham gia diễn xuất trong một số tập của bộ phim truyền hình ăn khách Banjun Theater và Vacation. Năm 2009, anh đóng vai chính trong bộ phim Heading to the Ground (맨땅에 헤딩).
Trong thời gian từ cuối tháng 11/2010 Yunho tham gia vào một bộ phim sẽ được đánh giá là một trong những bộ phim thành công nhất của năm 2011 - Poseidon - bộ phim nói về công việc của các cảnh sát biển Hàn Quốc với sự tham gia của nhiều diễn viên tài năng. Với bộ phim này, chúng ta hy vọng rằng Yunho sẽ có 1 bước tiến mới trong sự nghiệp diễn xuất sau khi bộ phim Heading to the Ground mà anh đã thủ vai chính bị đánh giá thấp.
Tuy nhiên, do một vài lý do bí ẩn, Poseidon đã không được khởi quay như dự tính. Và sau đó, diễn viên chính của Poseidon không phải là anh nữa mà lại là Choi Siwon của Super Junior. Hiện chưa có một lời giải thích nào về vụ việc này.
Năm 2013, sau sự trở lại cùng với thành viên cùng nhóm là Changmin trên sân khấu âm nhạc, anh cũng quay trở lại màn ảnh nhỏ với vai diễn Baek Do-hoon, người thừa kế của tập đoàn kinh tế hàng đầu Hàn Quốc trong bộ phim Dã Vương. Câu chuyện xoay quanh người phụ nữ tham vọng Jo Da Hae (So Ae thủ vai), người có tham vọng thoát khỏi cảnh nghèo đói để trở thành đệ nhất phu nhân cùng với sự hy sinh của những người đàn ông bước vào cuộc đời cô. Với bộ phim này tuy diễn xuất của Jung Yunho cũng không được đánh giá quá cao do dàn diễn viên quy tụ nam chính, nữ chính đều là những diễn viên gạo cội nhưng nhân vật chàng trai trẻ si tình Baek Dohoon của anh phần nào vẫn chiếm được tình cảm của khán giả.
Năm 2014 được coi là năm thành công nhất trong sự nghiệp diễn xuất của Yunho, với sự góp mặt của anh trong một vai diễn quan trọng trong phim Nhật ký gác đêm (Night Watchman). Dù không phải vai nam chính, song nhân vật Kang Moo Seok do anh thủ vai được đánh giá là một nhân vật đóng vai trò quan trọng trong phim. Diễn xuất của Yunho được giới chuyên môn đánh giá tròn vai từ những tập đầu phim và bùng nổ ở giai đoạn cuối của phim khi mà những nhân vật chính được đánh giá cao hơn lại không thể làm tốt vai trò nhân vật của họ. Ở bộ phim này, diễn xuất của Jung Yunho và hình tượng nhân vật trung thần Kang Moo Seok tài hoa lạnh lùng chính là điểm nổi bật duy nhất của Nhật Ký Gác Đêm.
Năm 2015, Yunho tham gia vào bộ phim I order you, đây là bộ phim cuối cùng mà anh tham gia trước khi anh lên đường nhập ngũ.
Năm 2017, sau khi xuất ngũ, Yunho chính thức quay trở lại sự nghiệp diễn xuất với vai chính Yoo Eun-ho trong bộ phim hài lãng mạn Meloholic. Tiếp đó, anh vào vai khách mời trong phim truyền hình Cặp đôi vượt thời gian.
Năm 2023, Jung Yun-ho xác nhận tái xuất màn ảnh nhỏ với vai diễn CEO Seo Dong-hoon trong phim truyền hình Race. Bộ phim dự kiến sẽ khởi chiếu vào ngày 10/5.
Hiện tại anh đang chuẩn bị tái xuất màn ảnh nhỏ với một vai phản diện trong phim truyền hình PINE, bộ phim do Kang Yoon Sung làm đạo diễn và được chuyển thể từ một Webtoon nổi tiếng cùng tên của nhà văn Yoon Tae-ho. Bộ phim sẽ được khởi quay vào tháng 4 và được ra mắt công chúng vào năm 2025.

## Đời sống cá nhân
Khi còn đang học đại học, Yunho đã từng "yêu" một cô gái học cùng lớp với anh ấy nhưng vì một lý do gì đó nên sau này cô gái ấy không còn giữ liên lạc được với Yunho, và bản thân Yunho cũng chẳng thể biết được thông tin về cô ấy. Trong một buổi phỏng vấn, Yunho từng tiết lộ rằng anh ấy sẽ kết hôn chỉ khi nào anh ấy chính thức từ giã sự nghiệp ca hát, mặc dù vào thời điểm đầu năm 2021 đã có rất nhiều fan hâm mộ đồng loạt kêu gọi anh ấy hãy mau chóng kết hôn sau khi họ nhận được tin thành viên cùng nhóm là Changmin đã kết hôn vào tháng 10 năm 2020. Cũng chính vì thế mà Yunho đã phải comeback solo với mini album mới là Noir.
Yunho vốn được biết đến là một chàng trai rất thông minh. Được biết, chỉ số IQ của anh ấy là 142. Trong suốt những năm học trung học, tuy rất bận rộn vừa đi học vừa đi làm để kiếm tiền phụ giúp gia đình, nhưng Yunho vẫn luôn học tập rất tốt và luôn được thầy cô giáo trao giấy khen vì không vắng mặt bất cứ một buổi học nào trong nhiều năm học cùng thành tích học tập xuất sắc. Chính vì thế, tất cả mọi người (kể cả gia đình và bạn bè) đều rất yêu quý anh ấy.
Jung Yunho còn nổi tiếng là một trong những nghệ sĩ Hàn Quốc sống "nói không với scandal". Gác lại ánh hào quang trên sân khấu âm nhạc, chàng trưởng nhóm "nhiệt huyết" này còn rất chăm chỉ tham gia vào các hoạt động thiện nguyện. Cụ thể, Jung Yun-ho vinh dự được trao Huân chương trong Ngày Tiết kiệm Hàn Quốc (27/10) vì có những thành tích xuất sắc trong công tác phòng chống đại dịch COVID-19 tại Hàn Quốc vào năm 2020. Bên cạnh đó, anh ấy còn nhiều lần được cấp bằng sáng chế cho các sản phẩm tự chế tạo khác nhau, một trong số đó là một chiếc khẩu trang có nắp để người dùng có thể ăn uống mà không cần phải tháo nó ra. Điều này đã khiến cho Yunho trở thành nghệ sĩ Hàn Quốc hiếm hoi được cấp bằng sáng chế.
Jung Yun-ho đã duy trì mối quan hệ thân thiết không chỉ với các thành viên trong nhóm nhạc DBSK mà còn với hầu hết các nghệ sĩ, nhóm nhạc đàn em trong SM Entertainment là EXO, Red Velvet, Shinee, BoA,... Diễn viên Son Ho-jun được cho là bạn thân lâu năm của anh chàng do hai người đều sinh ra và lớn lên ở thành phố Gwangju. Sunmi (Wonder Girls), Moonbyul (Mamamoo) đều xem Yunho là mẫu người đàn ông lý tưởng mà họ muốn hướng tới, và Hyoyeon (SNSD) thì nói đùa rằng Yunho "sẽ trở thành chủ tịch của SM thay cho Lee Soo-man trong tương lai". Bi Rain coi Yunho là hậu bối mà anh vô cùng tôn trọng và nể phục. Nhà sản xuất âm nhạc Yoo Han-jin sau khi rời khỏi SM cũng cho rằng nghệ sĩ mà ông cảm thấy vô cùng ấn tượng sâu sắc nhất trong suốt thời gian ông đầu quân cho SM là Yunho.
Vào năm 2024, Yunho đã chính thức xuất hiện trên bìa tạp chí CECI × U-KNOW × YOUTH. 3 phiên bản của tạp chí này cũng đã được xuất bản không lâu sau đó.
Vào cuối tháng 4 năm 2024, C.A.P, cựu thành viên nhóm nhạc Teen Top đã lên sóng livestream, tố cáo Yunho "nhiệt huyết theo kiểu cực đoan". Cụ thể, cậu ta cho biết bản thân mình đã từng bị Yunho la mắng, chửi rủa chỉ vì cậu ta "tập luyện không nghiêm túc" hoặc là "lười tập luyện đến nỗi phải bị tiền bối xử lý nghiêm khắc". Chưa dừng lại ở đó, C.A.P còn cho biết thêm rằng cậu ta từng bắt gặp trưởng nhóm DBSK hút thuốc trong WC, và cậu ta "cảm thấy rất khó chịu với mùi thuốc lá khi đứng cạnh Yunho". Sau chuyện này, YunhoFanUnion - cộng đồng fan của Yunho, đã gửi xe tải biểu tình có dán banner tới trụ sở của SM Entertainment, yêu cầu công ty hãy xử phạt thật nghiêm khắc đối với trường hợp bôi nhọ danh dự của nghệ sĩ thuộc công ty, đồng thời có những biện pháp để bảo toàn danh dự của nghệ sĩ.

### Bị một anti-fan đầu độc
Ngày 14 tháng 10 năm 2006, khi đang tham gia cảnh quay cho một chương trình truyền hình thực tế, Yunho bị một anti-fan đầu độc bằng cách trộn keo siêu dính vào một chai nước cam và giả vờ là một fan hâm mộ để đưa chai nước đó cho anh uống. Sau khi uống xong, Yunho bất ngờ bị nôn ói và rơi vào trạng thái hôn mê sâu, bất tỉnh. Anh ấy đã được đưa đến bệnh viện gần nhất để được điều trị liên tục. Sau khi xuất viện, mặc dù hung thủ đã ra đầu thú, nhưng Yunho đã từ chối kiện cô ta với lý do rằng cô ta bằng tuổi em gái mình. Được biết, sau khi bị đầu độc, Yunho được cho là đã mắc phải chứng rối loạn lo âu khi mà anh ấy "không thể uống được một chai nước cam cho dù có là 1 lít hay bao nhiêu lít đi chăng nữa". Tuy nhiên, nhờ vào sự kiên trì và tinh thần dũng cảm mà anh ấy đã vượt qua được "nỗi sợ nước cam" vốn đã ám ảnh anh ấy suốt thời gian qua. 

### Nghĩa vụ quân sự
Jung Yun-ho lên đường nhập ngũ vào ngày 21 tháng 7 năm 2015.
Vào tháng 10 năm 2015, trong lễ hội Ground Forces Festival được tổ chức ở tỉnh Chungcheong Nam, Jung Yun-ho bất ngờ gặp phải sự cố trang phục ngay trong lúc biểu diễn trên sân khấu quân đội. Cụ thể, chiếc quần bó sát màu đen của anh đã bị rách ở chỗ đũng quần (là chỗ nhạy cảm nhất). Tuy nhiên, Yunho dường như không để ý đến sự cố này và vẫn tiếp tục biểu diễn; cho đến khi sắp biểu diễn xong, anh chàng mới biết được sự cố này. Được biết, sau khi xuất ngũ không lâu, chàng trưởng nhóm Yunho tiếp tục lặp lại sự cố tương tự như thế trong SMTOWN Live in Seoul vào tháng 7 năm 2017, trong phần trình diễn ca khúc Drop.
Vào ngày 9 tháng 5 năm 2016, Jung Yun-ho chính thức được tuyển chọn vào hàng ngũ Chiến sĩ đặc cấp của Đại Hàn Dân Quốc sau khi đạt được nhiều thành tích xuất sắc trong các bài kiểm tra thể lực trong quân đội (anh được 90 điểm trong mỗi bài thi). Điều này đã khiến cho Cassiopeia - cộng đồng fan hâm mộ của nhóm nhạc TVXQ vô cùng tự hào về anh. 
Jung Yun-ho chính thức xuất ngũ vào ngày 20 tháng 4 năm 2017.

### Bị điều tra vì vi phạm các quy tắc phòng chống đại dịchCOVID-19
Ngày 12 tháng 3 năm 2021, Jung Yunho bị lực lượng cảnh sát điều tra sau khi anh ấy bị phát hiện đã cùng với một vài người bạn và một nhân viên nữ trò chuyện, uống rượu  trong một nhà hàng, quán bar đến tận 12h khuya; tức là vượt quá giờ giới nghiêm thông thường là 10h tối. Sự việc này đã làm dậy sóng cả giới showbiz Hàn Quốc lúc bấy giờ khi nó đã được đưa lên sóng truyền hình, đồng thời cũng khiến cho cư dân mạng nghi ngờ về hình ảnh tốt đẹp mà Yunho đã dày công xây dựng suốt 18 năm qua là giả tạo và không trong sạch. Để trấn an dư luận, Yunho đã viết tâm thư xin lỗi cộng đồng fan hâm mộ trên trang Instagram của mình, và hứa rằng sẽ tự kiểm điểm bản thân mình. May mắn thay, lời xin lỗi của anh ấy đã được cư dân mạng chấp nhận và họ đã hoàn toàn tha thứ cho anh ấy. Đến tháng 9 năm 2021, toà sơ thẩm đã tuyên trắng án Yunho trước các cáo buộc đi bar quá giờ giới nghiêm và vì thế mà vi phạm luật giãn cách xã hội.

### Bị dương tính vớiCOVID-19
Ngày 24 tháng 8 năm 2022, SM Entertainment đã thông báo rằng Jung Yun-ho đã có kết quả xét nghiệm dương tính với COVID-19, do đó lịch trình concert solo đã được định trước của anh ấy tại Tokyo, Nhật Bản sẽ phải bị hủy bỏ. Bản thân Yunho cũng đã chủ động tự cách ly tại nhà riêng ngay sau khi nhận được tin trên.

### Vinh dự đáng nhớ
MV Nexus của Yunho sẽ được trình chiếu tại Liên hoan phim ngắn châu Á (SSF&ASIA) tại Nhật Bản trong hai ngày 20 và 21 tháng 10 năm 2023. Đây là lần đầu tiên trong lịch sử một MV ca nhạc của một nhóm nhạc K-pop được trình chiếu trong một buổi liên hoan tầm cỡ quốc tế như vậy.
Tại lễ trao giải MAMA Awards 2023 được tổ chức tại Tokyo Dome, Nhật Bản, Yunho đã cùng với Changmin vinh dự nhận được giải thưởng Thành tựu truyền cảm hứng. Cũng trong khuôn khổ của lễ trao giải, họ đã cùng nhau trình làng một ca khúc mới - Down. Teaser cũng như MV của ca khúc này đã được ra mắt không lâu sau đó.

## Danh sách đĩa hát
| Tên          | Chi tiết | Thứ hạng cao nhất | Số bản tiêu thụ |  |
| Tên          | Chi tiết | KOR               | Số bản tiêu thụ |  |
| ------------ | --- | ----------------- | --------------- |  |
| U Know Y     | - Ngày phát hành: 8 tháng 7, 2015 - Ngôn ngữ: Tiếng Nhật - Hãng đĩa: Avex Trax - Định dạng: CD, DVD                    | —                 |                 |  |
| True Colors  | - Ngày phát hành: 12 tháng 6, 2019 - Ngôn ngữ: Tiếng Hàn - Hãng đĩa: SM Entertainment - Định dạng: CD, tải kỹ thuật số | 1                 | - Hàn: 134,127  |  |
| Noir         | - Ngày phát hành: 18 tháng 1, 2021 - Ngôn ngữ: Tiếng Hàn - Hãng đĩa: SM Entertainment - Định dạng: CD, tải kỹ thuật số | 2                 |                 |  |
| Reality Show | - Ngày phát hành: 7 tháng 8, 2023 - Ngôn ngữ: Tiếng Hàn - Hãng đĩa: SM Entertainment - Định dạng: CD, tải kỹ thuật số  |                   |                 |  |

## Danh sách phim đã tham gia
| Tên phim                            | Năm  | Vai                | Ghi chú                               |
| ----------------------------------- | ---- | ------------------ | ------------------------------------- |
| Dating on Earth                     | 2009 | Yunho              | Direct-to-video                       |
| Haru: An Unforgettable Day in Korea | 2010 | Diễn viên đóng thế | Bộ phim quảng bá cho du lịch Hàn Quốc |
| Chorus City                         | 2010 | Yunho              | Phim ngắn cho Shanghai Expo           |
| I AM.                               | 2012 | Bản thân           | Phim tài liệu                         |
| Make Your Move                      | 2013 | U-Know             | Khách mời                             |
| Ode to My Father                    | 2014 | Nam-jin            | Khách mời                             |
| SMTOWN The Stage                    | 2015 | Bản thân           | Phim tài liệu                         |

| Tên phim                  | Năm  | Vai              | Nhà đài           | Ghi chú                 |
| ------------------------- | ---- | ---------------- | ----------------- | ----------------------- |
| Banjun Theater            | 2005 | U-Know Yunho     | SBS               |                         |
| Nonstop 4                 | 2006 | Yunho            | MBC               | Guest role (Tập 62, 64) |
| Vacation                  | 2006 | Yunho            | Tập: "Cassiopeia" |                         |
| Heading to the Ground     | 2009 | Cha Bong-Goon    | MBC               |                         |
| Poseidon                  | 2011 | Kang Eun-chul    | KBS2              | Guest role              |
| I Live in Cheongdam-dong  | 2011 | Himself          | JTBC              | Khách mời (Tập 1)       |
| Welcome to the Show       | 2011 | Himself          | SBS               | Khách mời (Tập 1)       |
| King of Ambition          | 2013 | Baek Do-hoon     | SBS               |                         |
| Saki                      | 2013 | Khách mua cà phê | TBS               | Khách mời (Tập 11)      |
| Diary of a Night Watchman | 2014 | Kang Moo-seok    | MBC               |                         |
| I Order You               | 2015 | Yeo Gook-dae     | Naver TV Cast     | Web series              |
| Meloholic                 | 2017 | Yoo Eun-ho       | OCN               |                         |
| Confession Couple         | 2017 | Salesman         | KBS2              | Khách mời               |
| Tensai Bakabon 3          | 2018 | Yunho            | NTV               | Khách mời               |
| Race                      | 2023 | Seo Dong-hoon    | Disney+           | Vai chính               |

## Danh sách giải thưởng đã nhận
| Năm  | Giải thưởng                      | Hạng mục                                           | Tên phim                  | Kết quả   |
| ---- | -------------------------------- | -------------------------------------------------- | ------------------------- | --------- |
| 2010 | Baeksang Arts Awards             | Most Popular Actor                                 | Heading to the Ground     | Đề cử     |
| 2013 | Baeksang Arts Awards             | Most Popular Actor                                 | King of Ambition          | Đề cử     |
| 2013 | Seoul International Drama Awards | Most Popular Actor – South Korea                   | King of Ambition          | Đoạt giải |
| 2014 | MBC Drama Awards                 | Excellence Award, Actor in a Special Project Drama | Diary of a Night Watchman | Đề cử     |